# Opéra de Canton
 (janvier 2024).
L’opéra de Canton est une salle d'opéra située à Canton, capitale de la province du Guangdong dans le sud de la Chine. Il a été conçu selon les plans de l'architecte britanno-iraquienne Zaha Hadid, et achevé en 2010. L'opéra de Canton d'une superficie de 70 000 m2 domine la rivière des Perles.
Il se situe au cœur des sites culturels de la cité. Les tours Zhujiang situées à proximité symbolisent avec l’opéra le modernisme de la ville. L’opéra est relié au nouveau musée de la province du Guangdong grâce à des quais et un jardin. Il bénéficie des technologies les plus pointues en conception et en construction. Les équipements technologiques sont les plus performants avec une acoustique signé Paramount.

## Histoire
En avril 2002, un concours international a été organisé pour la construction de ce projet. Les architectes Coop Himmelb(l)au, Rem Koolhaas et Zaha Hadid ont chacun détaillé leurs projets respectifs. En novembre 2002, Zaha Hadid a été annoncé comme la gagnante.
En mai 2010, le réalisateur américain  Shahar Stroh a dirigé la première production de l'opéra : Turandot, un opéra de Puccini.

## Description

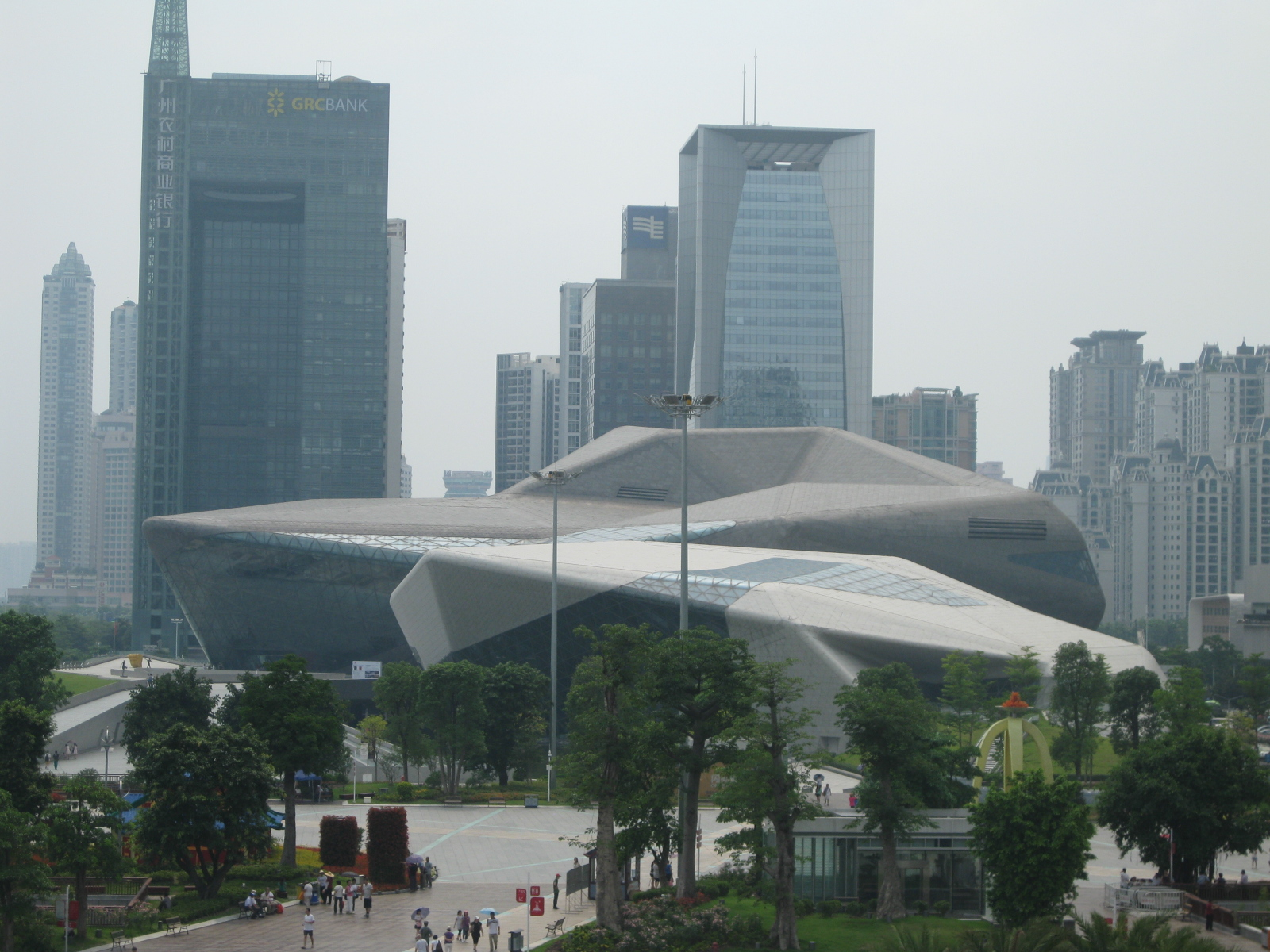

Ce monument est destiné à créer un lien entre la nouvelle ville en améliorant les fonctionnalités urbaines en ouvrant l'accès aux rives du fleuve et aux zones portuaires.
« La structure en acier est entièrement asymétrique et, quoique complexe, incarne la combinaison de techniques anciennes et de nouvelles technologies. Afin d’assurer la rigidité de l’ensemble, les 59 joints d’acier de la structure principale sont tous différents, moulés en sable et assemblés avec précision grâce à des systèmes laser et de positionnement GPS », explique l’architecte.
Si son apparence le fait plutôt ressembler à un vaisseau spatial, les cantonais le surnomment « la coquille d’œuf géante ». En effet, les teintes de l'opéra sont le blanc, le gris et un sol marron.
Une structure en poutres triangulées préfabriquées se déploie telle une toile d’araignée pour envelopper l’opéra. La difficulté de la réalisation de ce bâtiment réside dans le fait que chaque pièce de la structure est unique. Celle‑ci est constituée de chevrons d’acier sur lesquels sont posés des carreaux de verre. Le bâtiment a été imaginé pour que la lumière inonde par les vitrages les espaces de circulation et d’accueil du public.  Cette structure est recouverte de granit et de 29 000 m2 de vitrage, découpés en triangles, soit 5 100 vitres dont 100 incurvées. Chaque morceau de verre qui  recouvre la charpente du bâtiment comprend une couche anti-bruit, une couche d’isolation, une couche imperméable et cinq couches décoratives.
Sa construction fait appel à des références à la géologie (rochers jumeaux) et au plan de la ville en incluant les rives du fleuve.
L'opéra ressemble à deux galets (l’un plus important que l’autre) émergeant des berges de la rivière des Perles, laquelle traverse la troisième ville la plus vaste de Chine. L’un des galets, le blanc, abrite un auditorium de 1 804 places, l’autre, noir, une salle multifonction de 443 places.
Au sein de l'auditorium, les murs, sols et panneaux couleur or ondulants sont illuminés de centaines de minuscules lumières faisant l’effet de bulles dans une flûte de champagne. La salle d’opéra est en effet un espace illuminé par un ciel étoilé de 4 000 lampes. Les parois sont perforées sous forme de petits yeux participant au design et à la qualité acoustique à la pointe de la technologie. La scène est composée de plateaux amovibles où tout peut coulisser, monter, descendre pour s’adapter aux différents spectacles qu’ils soient musicaux ou théâtraux. Elle est longue de 18 mètres et haute de 30 mètres. Du point de vue de la scène, la salle est conçue comme deux bras enlaçant les 1 800 places.
En opposition, le petit rocher blanc cache une salle beaucoup plus petite et entièrement noire. La scène ainsi que les sièges sont totalement mobiles afin que l’espace soit le plus polyvalent possible. Il est déjà[Quand ?] prévu d’y organiser, par exemple, des défilés de mode.
Trois salles de répétitions sont dédiées au chant, à la danse et à la musique. Ces espaces sont tous travaillés dans la même idée : petite scène pour y chanter, murs recouverts de miroirs pour la danse.
Les espaces intérieurs ont été aménagés et agencés de manière à faciliter la circulation et le déplacement.
La  construction a été financée par la mairie de Canton pour un montant de 36 millions d’euros.
Cette structure architecturale a été une source d'inspiration pour la dessinatrice de mode Vivienne Tam lors de sa collection automne 2011.